# Brad Sherman
Brad Sherman właściwie Bradley James Sherman (ur. 24 października 1954 w Los Angeles) – amerykański polityk, członek Partii Demokratycznej.

## Działalność polityczna
W okresie od 3 stycznia 1997 do 3 stycznia 2003 przez trzy kadencje był przedstawicielem 24. okręgu, następnie do 3 stycznia 2013 przez pięć kadencji przedstawicielem 27. okręgu, a od 3 stycznia 2013 jest przedstawicielem 30. okręgu wyborczego w stanie Kalifornia w Izbie Reprezentantów Stanów Zjednoczonych.